# فهرست پررفت‌وآمدترین فرودگاه‌ها در ایتالیا
فهرست پررفت‌وآمدترین فرودگاه‌ها در ایتالیا

## ۲۰۱۱

### ۳۰ فرودگاه پر رفت‌وآمدایتالیا بر اساس ترافیک مسافر[۱]
| رتبه | فرودگاه                             | محل            | مجموع مسافران | تغییر سالانه | مرتبه تغییر |
| ---- | ----------------------------------- | -------------- | ------------- | ------------ | ----------- |
| ۱    | فرودگاه لئوناردو دا وینچی-فیومیچینو | رم             | ۳۷٬۶۵۱٬۷۰۰    | ۳٫۶%         | بی‌تغییر     |
| ۲    | فرودگاه میلانو مالپنسا              | میلان          | ۱۹٬۳۰۳٬۱۳۱    | ۱٫۸%         | بی‌تغییر     |
| ۳    | فرودگاه لینیت                       | میلان          | ۹٬۱۲۸٬۵۲۲     | ۹٫۲%         | بی‌تغییر     |
| ۴    | فرودگاه ونیز مارکو پولو             | ونیز           | ۸٬۵۸۴٬۶۵۱     | ۲۵٫۰%        | بی‌تغییر     |
| ۵    | فرودگاه اوریو آل سریو               | برگامو         | ۸٬۴۱۹٬۹۴۸     | ۹٫۷%         | بی‌تغییر     |
| ۶    | فرودگاه کاتانیا-فونتاناروسا         | کاتانیا        | ۶٬۷۹۴٬۰۶۳     | ۷٫۵%         | بی‌تغییر     |
| ۷    | فرودگاه بلوونی گوگلیلمو مارکونی     | بولونیا        | ۵٬۸۸۵٬۸۸۴     | ۶٫۸%         | بی‌تغییر     |
| ۸    | فرودگاه ناپل                        | ناپل           | ۵٬۷۶۸٬۸۷۳     | ۳٫۳%         | بی‌تغییر     |
| ۹    | فرودگاه پالرمو                      | پالرمو         | ۴٬۹۹۲٬۷۹۸     | ۱۴٫۳%        | بی‌تغییر     |
| ۱۰   | فرودگاه چمپینو، رم                  | رم             | ۴٬۷۸۱٬۷۳۱     | ۴٫۸%         | بی‌تغییر     |
| ۱۱   | فرودگاه گالیله                      | پیزا           | ۴٬۵۲۶٬۷۲۳     | ۱۱٫۳%        | بی‌تغییر     |
| ۱۲   | فرودگاه باری                        | باری (ایتالیا) | ۳٬۷۲۵٬۶۲۹     | ۹٫۶%         | بی‌تغییر     |
| ۱۳   | فرودگاه تورین کاسله                 | تورین          | ۳٬۷۱۰٬۴۸۵     | ۴٫۲%         | بی‌تغییر     |
| ۱۴   | فرودگاه کگلیاری-الماس               | کالیاری        | ۳٬۶۹۸٬۹۸۲     | ۷٫۴%         | بی‌تغییر     |
| ۱۵   | فرودگاه ورونا                       | ورونا          | ۳٬۳۸۵٬۷۹۴     | ۱۲٫۰%        | بی‌تغییر     |
| ۱۶   | فرودگاه لامتزیا ترمه                | لامتزیا ترمه   | ۲٬۳۰۱٬۴۰۸     | ۲۰٫۱%        | بی‌تغییر     |
| ۱۷   | فرودگاه کسال                        | بریندیسی       | ۲٬۰۵۸٬۰۵۷     | ۲۸٫۱%        | بی‌تغییر     |
| ۱۸   | فرودگاه پره‌تولا                     | فلورانس        | ۱٬۹۰۶٬۱۰۲     | ۹٫۷%         | بی‌تغییر     |
| ۱۹   | فرودگاه اولبیا - کاستا اسمرالدا     | البیا          | ۱٬۸۷۴٬۶۹۶     | ۱۳٫۹%        | بی‌تغییر     |
| ۲۰   | فرودگاه فرتیلیا                     | آلگرو          | ۱٬۵۱۴٬۲۵۴     | ۲۱٫۱%        | بی‌تغییر     |
| ۲۱   | فرودگاه تراپانی-بیرجی               | تراپانی        | ۱٬۴۷۰٬۵۰۸     | ۱۲٫۶%        | بی‌تغییر     |
| ۲۲   | فرودگاه کریستف کلمب جنوا            | جنوا           | ۱٬۴۰۶٬۹۸۶     | ۹٫۳%         | بی‌تغییر     |
| ۲۳   | فرودگاه ترویزو                      | ترویزو         | ۱٬۰۷۷٬۵۰۵     | ۴۹٫۹%        | بی‌تغییر     |
| ۲۴   | فرودگاه فدریکو فلینی                | ریمینی         | ۹۲۰٬۶۴۱       | ۶۶٫۵%        | بی‌تغییر     |
| ۲۵   | فرودگاه فریولی ونتزیا جولیا         | تریسته         | ۸۵۹٬۵۴۷       | ۱۸٫۲%        | بی‌تغییر     |
| ۲۶   | فرودگاه آنکونا                      | آنکونا         | ۶۱۰٬۵۲۵       | ۱۷٫۳%        | بی‌تغییر     |
| ۲۷   | فرودگاه رجیو کالابریا               | رجیو کالابریا  | ۵۶۱٬۱۰۷       | ۲٫۳%         | بی‌تغییر     |
| ۲۸   | فرودگاه آبروتزو                     | پسکارا         | ۵۵۰٬۰۶۲       | ۱۹٫۳%        | بی‌تغییر     |
| ۲۹   | فرودگاه فورلی                       | فورلی          | ۳۴۶٬۳۲۵       | ۴۶٫۰%        | بی‌تغییر     |
| ۳۰   | فرودگاه پارما                       | پارما          | ۲۷۱٬۲۰۹       | ۱۲٫۶%        | بی‌تغییر     |

## ۲۰۱۰

### ۲۰ فرودگاه پر رفت‌وآمدایتالیا بر اساس ترافیک مسافر[۲]
| رتبه | فرودگاه                             | محل            | مجموع مسافران | تغییر سالانه | مرتبه تغییر |
| ---- | ----------------------------------- | -------------- | ------------- | ------------ | ----------- |
| ۱    | فرودگاه لئوناردو دا وینچی-فیومیچینو | رم             | ۳۶٬۳۳۷٬۰۵۰    | ۷٫۹%         | بی‌تغییر     |
| ۲    | فرودگاه میلانو مالپنسا              | میلان          | ۱۸٬۹۸۸٬۱۴۹    | ۸٫۰%         | بی‌تغییر     |
| ۳    | فرودگاه لینیت                       | میلان          | ۸٬۲۹۶٬۴۵۰     | ۰٫۰%         | بی‌تغییر     |
| ۴    | فرودگاه اوریو آل سریو               | برگامو         | ۷٬۶۷۷٬۲۲۴     | ۷٫۳%         | بی‌تغییر     |
| ۵    | فرودگاه ونیز مارکو پولو             | ونیز           | ۶٬۸۵۴٬۵۹۵     | ۲٫۳%         | بی‌تغییر     |
| ۶    | فرودگاه کاتانیا-فونتاناروسا         | کاتانیا        | ۶٬۳۱۸٬۱۷۷     | ۶٫۵%         | بی‌تغییر     |
| ۷    | فرودگاه ناپل                        | ناپل           | ۵٬۵۷۱٬۷۳۸     | ۴٫۹%         | بی‌تغییر     |
| ۸    | فرودگاه بلوونی گوگلیلمو مارکونی     | بولونیا        | ۵٬۵۰۳٬۱۰۶     | ۱۵٫۳%        | ۱           |
| ۹    | فرودگاه چمپینو، رم                  | رم             | ۴٬۵۳۱٬۸۳۴     | ۴٫۷%         | ۱           |
| ۱۰   | فرودگاه پالرمو                      | پالرمو         | ۴٬۳۶۳٬۵۴۶     | ۰٫۲%         | بی‌تغییر     |
| ۱۱   | فرودگاه گالیله                      | پیزا           | ۴٬۰۵۸٬۹۵۷     | ۱٫۲%         | بی‌تغییر     |
| ۱۲   | فرودگاه تورین کاسله                 | تورین          | ۳٬۵۵۲٬۵۱۹     | ۱۰٫۳%        | ۱           |
| ۱۳   | فرودگاه کگلیاری-الماس               | کالیاری        | ۳٬۴۳۸٬۲۹۸     | ۳٫۳%         | ۱           |
| ۱۴   | فرودگاه باری                        | باری (ایتالیا) | ۳٬۳۹۸٬۱۱۰     | ۲۰٫۴%        | ۱           |
| ۱۵   | فرودگاه ورونا                       | ورونا          | ۳٬۰۲۳٬۸۹۷     | ۱٫۴%         | ۱           |
| ۱۶   | فرودگاه ترویزو                      | ترویزو         | ۲٬۱۵۲٬۱۶۳     | ۲۱٫۱%        | بی‌تغییر     |
| ۱۷   | فرودگاه لامتزیا ترمه                | لامتزیا ترمه   | ۱٬۹۱۶٬۱۸۷     | ۱۶٫۴%        | ۱           |
| ۱۸   | فرودگاه پره‌تولا                     | فلورانس        | ۱٬۷۳۷٬۹۰۴     | ۲٫۹%         | ۱           |
| ۱۹   | فرودگاه تراپانی-بیرجی               | تراپانی        | ۱٬۶۸۲٬۹۹۱     | ۵۷٫۳%        | ۱           |
| ۲۰   | فرودگاه اولبیا - کاستا اسمرالدا     | البیا          | ۱٬۶۵۸٬۸۳۶     | ۲٫۱%         | ۱           |